# Efferia gila
Efferia gila là một loài ruồi trong họ Asilidae. Efferia gila được Wilcox miêu tả năm 1966. Loài này phân bố ở vùng Tân Bắc giới.